# العلاقات الباربادوسية البيروية
العلاقات الباربادوسية البيروفية هي العلاقات الثنائية التي تجمع بين باربادوس وبيرو.

## مقارنة بين البلدين
هذه مقارنة عامة ومرجعية للدولتين:
| وجه المقارنة                                              | باربادوس       | بيرو                                   |
| --------------------------------------------------------- | -------------- | -------------------------------------- |
| المساحة (كم2)                                             | 439            | 1.29 مليون                             |
| عدد السكان (نسمة)                                         | 285.72 ألف     | 32.16 مليون                            |
| الكثافة السكانية (ن./كم²)                                 | 65.08 ألف      | 24.93                                  |
| العاصمة                                                   | بريدج تاون     | ليما                                   |
| اللغة الرسمية                                             | لغة إنجليزية   | اللغة الإسبانية، اللغة الأيمرية، كتشوا |
| العملة                                                    | دولار بربادوسي | سول بيروفي جديد                        |
| الناتج المحلي الإجمالي (بليون دولار)                      | 4.80 مليار     | 211.39 مليار                           |
| الناتج المحلي الإجمالي (تعادل القوة الشرائية) بليون دولار | 4.66 مليار     | 393.13 مليار                           |
| الناتج المحلي الإجمالي الاسمي للفرد دولار أمريكي          | 15.43 ألف      | 6.03 ألف                               |
| الناتج المحلي الإجمالي للفرد دولار أمريكي                 | 16.06 ألف      | 11.99 ألف                              |
| مؤشر التنمية البشرية                                      | 0.795          | 0.740                                  |
| رمز المكالمات الدولي                                      | +1246          | +51                                    |
| رمز الإنترنت                                              | .bb            | .pe                                    |
| المنطقة الزمنية                                           | 00             | توقيت بيرو، 00                         |

## منظمات دولية مشتركة
يشترك البلدان في عضوية مجموعة من المنظمات الدولية، منها:
| علم المنظمة | اسم المنظمة                                                          | تاريخ انضمام باربادوس | تاريخ انضمام بيرو |
| ----------- | -------------------------------------------------------------------- | --------------------- | ----------------- |
|             | مؤسسة التنمية الدولية                                                | 29 سبتمبر 1999        | 30 أغسطس 1961     |
|             | يونسكو                                                               | 24 أكتوبر 1968        | 21 نوفمبر 1946    |
|             | وكالة ضمان الاستثمار متعدد الأطراف                                   | 12 أبريل 1988         | 2 ديسمبر 1991     |
|             | الأمم المتحدة                                                        | 9 ديسمبر 1966         | 31 أكتوبر 1945    |
|             | وكالة حظر الأسلحة النووية في أمريكا اللاتينية ومنطقة البحر الكاريبي ‏ | ?                     | ?                 |
|             | الاتحاد البريدي العالمي                                              | ?                     | ?                 |
|             | البنك الدولي للإنشاء والتعمير                                        | 12 سبتمبر 1974        | 31 ديسمبر 1945    |
|             | الاتحاد الدولي للاتصالات                                             | 16 أغسطس 1967         | 12 يوليو 1915     |
|             | منظمة حظر الأسلحة الكيميائية                                         | ?                     | ?                 |
|             | مؤسسة التمويل الدولية                                                | 25 يونيو 1980         | 20 يوليو 1956     |
|             | المركز الدولي لتسوية المنازعات الاستشارية                            | 1 ديسمبر 1983         | 8 سبتمبر 1993     |
|             | منظمة التجارة العالمية                                               | ?                     | ?                 |
|             | منظمة الشرطة الجنائية الدولية                                        | ?                     | ?                 |

## وصلات خارجية
- موقع وزارة الخارجية الباربادوسية
- موقع وزارة الخارجية البيروفية